# Personal
Personal (Personal) è un romanzo del 2014 di Lee Child, il diciannovesimo della serie che ha come protagonista Jack Reacher. 
Nel 2014 il libro ha vinto il Premio RBA de Novela Policiaca.

## Trama
Jack Reacher è un ex maggiore della polizia militare dell'esercito USA. Mentre si sta godendo un viaggio senza fine, senza una casa, senza ordini a cui obbedire. Ma la CIA e il Dipartimento di Stato lo stanno richiamando  lo sta richiamando in azione, non può non rispondere. Reacher deve trovare un suo vecchio nemico, arrestato in passato ed uscito di prigione dopo aver scontato la pena di 15 anni. Potrebbe essere John Kott, uno dei migliori cecchini al mondo e pare che sia stato proprio lui a sparare al Presidente della Repubblica francese da una distanza impossibile.